# 天主教南錫教區
天主教南錫教區（拉丁語：Dioecesis Nanceiensis）是法國一個羅馬天主教教區，屬貝桑松總教區。
教區成立於1777年11月19日，1824年2月20日主教加銜圖勒。教區主教也有洛林主教長的銜頭。
教區位於默尔特-摩泽尔省，2004年有教友655,000人（佔轄區總人口91.8%）、211個堂區、316名司鐸。現任教區主教為若望-類思·亨利·莫里斯·帕潘。